# Schubertia grandiflora
Schubertia grandiflora är en oleanderväxtart som beskrevs av Carl Friedrich Philipp von Martius och Joseph Gerhard Zuccarini. Schubertia grandiflora ingår i släktet Schubertia och familjen oleanderväxter. Inga underarter finns listade i Catalogue of Life.